# Список политических партий Вануату
Политические партии Вануату — перечень политических партий Вануату.
В Вануату действует многопартийная система. Партии, прошедшие в парламент, часто не имеют возможности самостоятельно сформировать правительство, и вынуждены работать друг с другом, чтобы сформировать коалиционные правительства.
Правительства, как правило, состоят из коалиций многочисленных небольших партий, которые регулярно меняются, при этом партии и депутаты «пересекаются», а смещение премьер-министров в результате вотума недоверия ранее происходило несколько раз за один законодательный срок.

## Список политических партий
- Партия Вануаку
- Национальная объединённая партия
- Союз умеренных партий
- Республиканская партия Вануату
- Конфедерация зелёных
- Народная прогрессивная партия
- Меланезийская прогрессивная партия
- Национальная ассоциация Сообщества
- Партия народного действия
- Наманги Аути
- Меланезийский фронт
- Союз Тан
- NaGriamel